# Allium psebaicum
Allium psebaicum — багаторічна рослина родини амарилісових, ендемік Західного Кавказу.

## Опис
Тичинкові нитки пурпуруваті. Листочки оцвітини рівномірно трояндові. Молоді стебла спірально вигнуті.

## Поширення
Ендемік Західного Кавказу (Краснодарський край, Абхазія).